# Луси
Луси (фр. Lucy) је француски научнофантастични филм из 2014. у режији Лика Бесона са Скарлет Џохансон у насловној улози.
Филм говори о девојци која користи 100% капацитета свог мозга. Из овог филма сазнајемо како би изгледао живот и шта би се дешавало када би користили више од својих 10% капацитета мозга.

## Радња
Овај акциони трилер истражује шта би се десило кад би човек користио 100% капацитета свог мозга. У свету којим владају мафија, уличне банде, наркомани и подмићени полицајци, Луси је студенткиња која живи у Тајпеју и приморана је да ради као мула за мафију. Дрога случајно доспева у њен организам, што јој омогућава да користи више од уобичајених 10% мозга, претварајући се тако у супержену. Последица тога је да она моментално упија информације, мислима помера предмете, и може да контролише бол и друге непријатности. Упорно је јуре људи који су је раније заробили, а који ће убити било кога само да извуку свој производ из жене која је постала њихов највећи непријатељ. Луси преокреће ситуацију у своју корист и преображава се у невероватну ратницу.